# Олга Иванова Лазовић
Олга Иванова Лазовић (Цетиње, 1898 — Скотсдејл, 1988) била је америчка списатељица, плесачица, композитор, филозоф и учитељица црногорског порекла. Била је унука српског војводе, кучког јунака и писца Марка Миљанова и супруга америчког архитекте Френка Лојда Рајта.

## Биографија
Олга Иванова Лазовић рођена је 27. децембра 1898. године на Цетињу од оца Ивана Лазовића и мајке Милице. Олгина мајка Милица је била храбра ћерка војвода Марко Миљанов која је јула 1914. када је објављена општа мобилизација, као Милунка Савић, узела пушку и пријавила се као добровољац у Српску војску претварајући се да је мушкарац. Са српском војском је прошла све најважније битке и ратишта. Њен отац војвода Марко није имао мушке наследнике, па се говорило да је тај ратнички жар, који је горео из љубави према српском роду, усадио у своје три ћерке Анђу, Милицу и Јоку. Милица се још пре рата удала за Ивана Лазовића и са њим добила ћерку Олгу 1898. године.
У првим деценијама 20. века, Олга је отишла из Црне Горе и у Америци постала писац, плесачица, композитор, филозоф, учитељица. 
У браку са архитектом Рајтом била је од 1924. до његове смрти 1959. и активно је учествовала у свим његовим пројектима.
Преминула је 1988. године у Скотсдејлу, држава Аризона. Била је дуго година на челу Рајтове фондације, а њеним напором Амерички институт архитеката прогласио је Рајта за највећег архитекту свих времена. Брачни пар Рајт је између два рата боравио у Олгиној постојбини.